# 탄위키옹

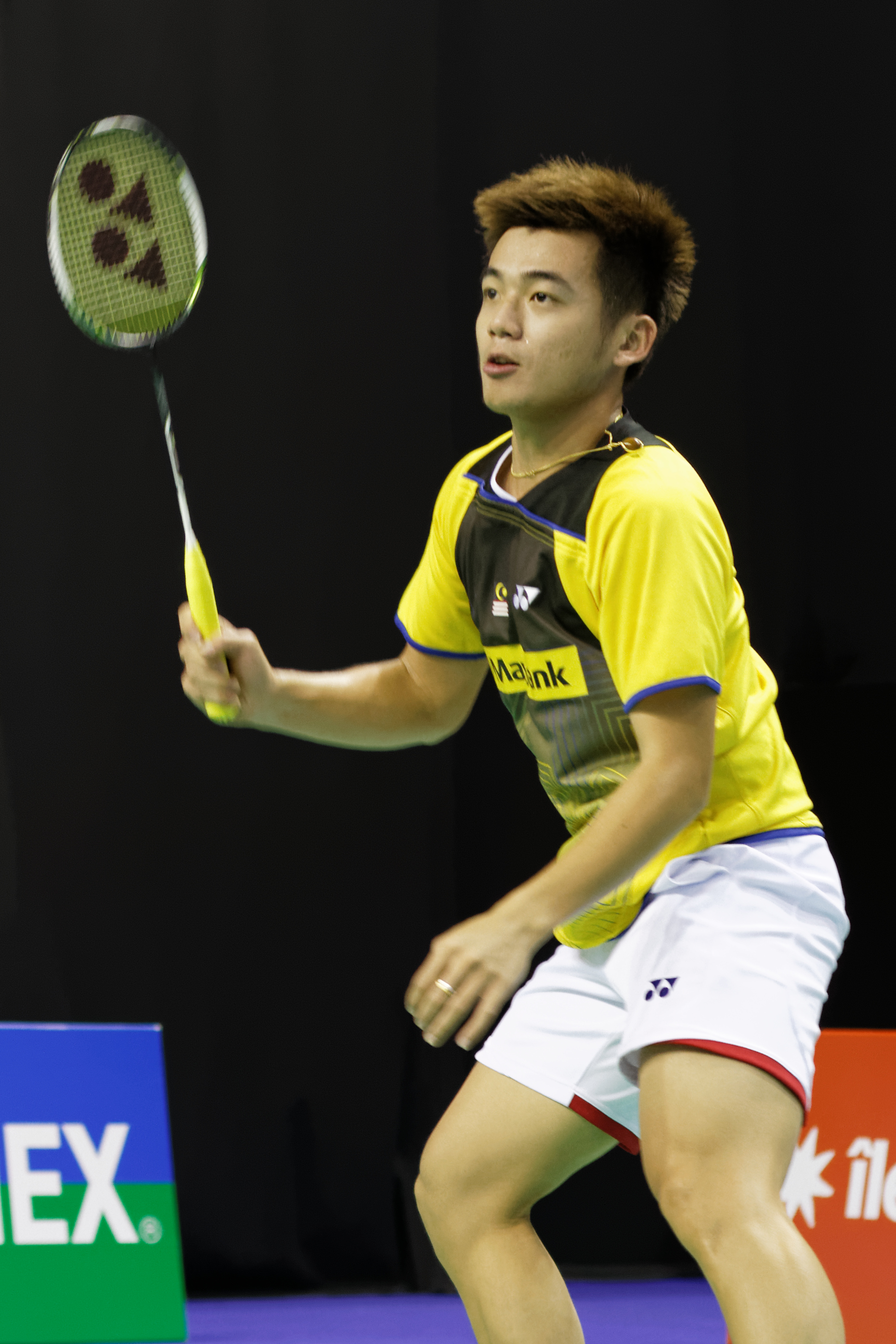
2013년 사진

탄위키옹(말레이어: Tan Wee Kiong, 1989년 3월 22일 ~ )은 말레이시아의 남자 복식 배드민턴 선수이다. 조호르주 무아르 출신. 2016년 하계 올림픽 배드민턴 남자 복식에서 고브이솀과 함께 은메달을 획득했다.